# Tiroteo en la guardería en Nong Bua Lamphu
El tiroteo en la guardería en la localidad de Nong Bua Lamphu es un ataque perpetrado el 6 de octubre de 2022 por un hombre armado que mató al menos a treinta y ocho personas en la provincia de Nong Bua Lamphu, Tailandia, en un tiroteo masivo. El ataque ocurrió principalmente en una guardería infantil ubicada en el subdistrito de Uthai Sawan del distrito de Na Klang. Es el tiroteo masivo más mortífero en Tailandia, superando los tiroteos de Nakhon Ratchasima en el año 2020.

## Tiroteo
El tiroteo ocurrió a las 12:50 ICT (UTC+7) en una guardería poco después de la hora del almuerzo. Armado con una pistola de 9 mm y un cuchillo, el pistolero atacó mortalmente a cuatro o cinco miembros del personal. Entre ellos se encontraba una maestra que estaba embarazada de ocho meses. Luego entró en una habitación donde muchos de los niños dormían la siesta y los atacó con el cuchillo. Los testigos cercanos confundieron el ruido del ataque con "fuegos artificiales". La pistola 9 mm utilizada en el ataque fue comprada legalmente por el pistolero.
Al menos 38 personas fallecieron en el momento del ataque, incluidos al menos 24 niños, y la víctima más joven tenía dos años. Otras 12 personas resultaron heridas. Había 30 niños en la guardería en el momento del ataque. Diecinueve niños y tres niñas fueron descubiertos en la guardería, mientras que los cuerpos de un niño y un adulto fueron encontrados en un edificio gubernamental cercano. Hubo una niña sobreviviente en la guardería.
Posteriormente, el agresor huyó del lugar en una camioneta Toyota Hilux Vigo blanca. Un oficial de policía dijo que, al salir de las instalaciones, el agresor disparó y condujo su vehículo contra los transeúntes, hiriendo a dos. Según la policía, hubo 11 muertes adicionales (dos niños, nueve adultos) fuera de la guardería cuando el perpetrador disparó desde su vehículo. Entre las 11 muertes se encontraban la esposa y el hijo del perpetrador, a quienes ya de regreso en su casa disparó fatalmente antes de suicidarse. Tres adultos murieron camino a un hospital.

## Perpetrador
El perpetrador fue identificado por la policía como Panya Khamrab (en tailandés: ปัญญา คำราบ), de 34 años. Khamrab era residente de la provincia de Nong Bua Lamphu y ex sargento de policía en el distrito de Na Wang. Era un adicto a las drogas cuya adicción comenzó durante sus años de escuela secundaria. Fue despedido de sus funciones policiales en 2021 luego de un caso judicial. En enero de 2022, fue arrestado por posesión de metanfetamina. Después de su arresto, fue dado de baja de la fuerza policial en junio de 2022. Más temprano ese día, Khamrab asistió a una sesión judicial sobre sus delitos de drogas y estaba programado para comparecer a una audiencia judicial el viernes 7 de octubre de 2022, en relación con sus delitos.

## Repercusiones
La teniente general de policía, Kitti Praphat, llegó a la provincia de Nong Bua Lamphu para iniciar la búsqueda del perpetrador. La policía aconsejó a las personas que viven en el área del ataque que tengan cuidado ya que se desconoce el paradero del perpetrador. El primer ministro de Tailandia, Prayut Chan-o-cha, ordenó a las agencias pertinentes ayudar a los heridos y abrir una investigación sobre el evento. La División de Supresión del Crimen de Hanuman y la unidad Arintaraj 26 estuvieron presentes en el lugar después del ataque.
El Hospital Nong Bua Lamphu dijo que había una necesidad urgente de sangre y se llevó a cabo una campaña de donación de sangre en el hospital.
El primer ministro Chan-o-cha y el ministro de Defensa del país llegarían a Nong Bua Lamphu el 7 de octubre para visitar a los sobrevivientes y las familias de las víctimas.

## Reacciones nacionales e internacionales
- El rey Vajiralongkorn ha tomado a las víctimas del tiroteo bajo el patrocinio real, lo que significa que el rey cubrirá los gastos del funeral de las víctimas y los gastos médicos de los heridos.[20][21]

- El primer ministro Chan-o-cha expresó sus condolencias[22] y describió el incidente como "impactante". Comentó: “Siento una profunda tristeza hacia las víctimas y sus familiares”.[23]

- UNICEF condenó el tiroteo y agregó que: “los centros de desarrollo de la primera infancia, las escuelas y todos los espacios de aprendizaje deben ser refugios seguros para que los niños pequeños aprendan, jueguen y crezcan durante sus años más críticos”.[24]

La organización también instó a los medios de comunicación y al público a evitar compartir imágenes del incidente. Varios líderes mundiales, incluida la primera ministra británica, Liz Truss, y el primer ministro australiano, Anthony Albanese, usaron sus cuentas de Twitter para expresar sus condolencias.